# I ragazzi del sabato sera
I ragazzi del sabato sera (Welcome Back, Kotter) è una serie televisiva statunitense trasmessa dalla ABC tra il 1975 e il 1979.
In Italia è stata trasmessa, per la prima volta, su Rai 2 a partire dal 12 maggio 1980 in una selezione di 31 episodi. 
Tale selezione venne effettuata scegliendo esclusivamente quelli dove il personaggio di Vinnie Barbarino, interpretato da John Travolta, aveva un ruolo più consistente. Tutto questo per sfruttare l'enorme popolarità che l'attore italoamericano aveva raggiunto in quel periodo, grazie soprattutto ai film La febbre del sabato sera e Grease. Sempre per lo stesso motivo venne scelto il titolo italiano della serie che richiamava i recenti successi cinematografici di Travolta senza avere nulla a che vedere con quello originale.
Nel 1985 fu Canale 5 a riproporre la serie trasmettendo un numero maggiore di episodi. Nel corso degli anni è stata poi trasmessa, a più riprese, anche da varie televisioni private locali.

## Trama
Gabe Kotter, un giovane e moderno professore liceale, va ad insegnare nella scuola superiore che lo vide studente, a Brooklyn. La classe che gli affidano è composta da un gruppo di teppisti e scapestrati, tra cui spicca l'italiano Vinnie Barbarino, che ha la vena poetica e insulta in rima il suo prossimo, Juan Epstein, un ebreo di origini latino americane, l'impacciato e nevrotico Arnold Horshack, e l'afroamericano Freddie Boom Boom Washington.
Con i suoi metodi e la sua simpatia, Gabe cerca di imbrigliare il gruppo. Il professore vive con la moglie Julie in una casa poco lontana dall'edificio scolastico. Nel 1977 la serie vide l'ingresso delle due figlie della coppia.

## Colonna sonora e sigle
Il brano della sigla originale statunitense, intitolato "Welcome Back", è stato composto e interpretato da John Sebastian ed è stato primo in classifica negli USA nel maggio del 1976.
Nell'edizione italiana la sigla è stata affidata al brano "Call Me In America" scritto da Celso Valli e Alan Taylor ed interpretato dai Pop Welcome.

## Episodi
| Stagione         | Episodi | Prima TV USA | Prima TV Italia |
| ---------------- | ------- | ------------ | --------------- |
| Prima stagione   | 22      | 1975-1976    |                 |
| Seconda stagione | 23      | 1976-1977    |                 |
| Terza stagione   | 27      | 1977-1978    |                 |
| Quarta stagione  | 23      | 1978-1979    |                 |